# Elefantenrüsselfisch
Der Elefantenrüsselfisch (Gnathonemus petersii) gehört zur Familie der nur in Afrika, dort aber weit und artenreich verbreiteten Nilhechte (Mormyridae) aus der Ordnung der Knochenzünglerfische (Osteoglossiformes).

## Merkmale
Gnathonemus petersii erreicht eine Gesamtlänge von durchschnittlich 25 Zentimetern. Die deutschen Populärbezeichnungen Elefantenrüsselfisch und Tapirfisch nehmen Bezug auf den fleischigen und rüsselartigen Fortsatz am Unterkiefer des endständigen Mauls. Die Farbe ist dunkelbraun. Zwischen dem Anfang und der Mitte von Rückenflosse und Afterflosse verläuft jeweils eine schmale, helle Querbinde. Die Schuppen sind zum Kopf hin recht klein und werden zur Schwanzflosse hin etwas größer, die Anzahl entlang der Seitenlinie beträgt 60–69.
Die Basis der Afterflosse ist etwas länger als die Basis der Rückenflosse. Flossenformel: Dorsale 25–31 Weichstrahlen, Anale 32–36 Weichstrahlen.
Die Geschlechter unterscheiden sich an der Form der Afterflosse. Bei Männchen ist sie konkav eingebogen, bei Weibchen gerade.
Gnathonemus petersii ist ein aktiv schwach-elektrischer Knochenfisch, der mit hohem Energieaufwand eigene Ströme erzeugt, die ihm zur Orientierung im Lebensraum, zum Nahrungserwerb und zur innerartlichen Kommunikation dienen. Gnathonemus petersii ist in der Lage, seine Umwelt über aktive Elektroortung wahrzunehmen. Mit Hilfe eines elektrischen Organs im Schwanzstiel sendet er kurze schwachelektrische Pulse aus. Diese Pulse bauen ein bipolares, dreidimensionales Feld um den Fischkörper auf. Änderungen in diesem Feld werden durch spezialisierte Elektrorezeptororgane, sogenannte Mormyromasten, die sich am Kopf, Bauch und Rücken befinden, wahrgenommen. Darüber hinaus besitzen diese Fische ampulläre Rezeptoren zur passiven Elektroortung und Knollenorgane zur intraspezifischen elektrischen Kommunikation auf ihrer Haut.
Das Prinzip der auf elektrischen Feldern beruhenden Ortung ist einfach. Strukturen und Objekte in der Umgebung der Fische verfügen über eine andere Leitfähigkeit als das Wasser und verändern das selbstgenerierte elektrische Feld. Diese Veränderungen werden von auf dem ganzen Fischkörper verteilten Elektrorezeptoren wahrgenommen. Andere Lebewesen werden von unbelebten Objekten durch deren kapazitive Eigenschaften unterschieden. Das Kleinhirn der Elefantenrüsselfische ist überproportional groß, um die elektrischen Signale aufzunehmen und zu verarbeiten. Das Verhältnis von Gehirngewicht zu Körpergewicht – der sogenannte Allometriefaktor – ist bei ihnen größer als beim Menschen.
Das vielfältige und artspezifische Vokabular der Elektrokommunikation ist wie bei allen Nilhechten, die in größeren Sozialverbänden leben, sehr ausgeprägt.

## Vorkommen und Ökologie
Der Elefantenrüsselfisch ist in allen Fließgewässern Westafrikas weit verbreitet und häufig. Die Art ist nachtaktiv und ernährt sich hauptsächlich von Insektenlarven, die sie im Benthal ihrer Lebensräume sucht und erbeutet.

## Fortpflanzung
Über das Fortpflanzungsverhalten dieser Art gibt es keine belegbaren Informationen. Verwandte Mormyriden, Campylomormyrus cassaicus, Mormyrus rume, Pollimyrus isidori und Petrocephalus bovei wurden bereits unter Laborbedingungen gezüchtet. Dazu wurde eine künstliche Regenzeit simuliert, indem der Wasserstand erhöht und Leit- und pH-Wert abgesenkt wurden.

## Systematik
Günther beschrieb die Art 1862 als Mormyrus petersii anhand eines Einzelexemplars aus  Old Calabar, Nigeria. Der Holotypus befindet sich unter der Katalognummer 1863.9.29.141 im Britischen Museum für Naturgeschichte, London. Synonyme sind Gnathonemus brevicaudatus Pellegrin, 1919 und Gnathonemus histrio Fowler, 1936.

## Bedeutung für den Menschen
In ihrer Heimat sind alle Nilhechte, die einen erheblichen Teil der Biomasse ihrer Wohngewässer ausmachen, wichtige Nahrungstiere, die regelmäßig befischt werden.
Der Elefantenrüsselfisch ist ein beliebtes Versuchstier in der Wissenschaft. So konnte C. C. Bell hier die adaptierbare Efferenzkopie zeigen und dadurch erklären, warum die aktive Elektroortung die passiven Sensoren nicht überlastet. Gerhard von der Emde untersuchte 1998, wie gut Distanzen erkannt werden können. Frank Kirschbaum gelangen alle Erstzuchten durch Klimasimulation.
Gnathonemus petersii ist ein ständig im Tierhandel angebotener Aquarienfisch.